# Plain Dealing (Louisiane)
Plain Dealing est une ville de la paroisse de Bossier, dans l'État de Louisiane, aux États-Unis,. En 2020, elle compte une population de 893 habitants.

## Démographie
Lors du recensement de 2010, la ville comptait une population de 1 015 habitants, tandis qu'en 2020, elle s'élève à 4 539 habitants.